# Балашейка (приток Сызранки)
Балашейка — река в России, протекает в Сызранском районе Самарской области и Новоспасском районе Ульяновской области. Река берёт начало из родника дебетом 0,8 л/с, расположенного в посёлке Балашейка

## География
По части русла реки проходит граница областей. На реке расположен одноименный посёлок Балашейка, посёлки Новорепьевский и Красносельск.
Устье реки находится в 38 км по левому берегу реки Сызранка. Длина реки составляет 26 км.

## Данные водного реестра
По данным государственного водного реестра России относится к Нижневолжскому бассейновому округу, водохозяйственный участок реки — Сызранка от истока до города Сызрань (выше города), речной подбассейн реки — подбассейн отсутствует. Речной бассейн реки — Волга от верховий Куйбышевского водохранилица до впадения в Каспий.
Код объекта в государственном водном реестре — 11010001312112100009172.